# Pierre-Jean Clausse
Pierre-Jean Clausse (Lilla, 18 novembre 2002) è un avvocato e attivista francese impegnato nella lotta al riscaldamento globale. Dal maggio 2022 è ambasciatore dell'Unione europea per il Green Deal europeo.

## Biografia
Ha frequentato la Scuola Bilingue Internazionale. Dopo essersi preparato all'esame di ammissione a Sciences Po con il Private Institute for Preparation for Higher Studies (Ipésup), decide finalmente di studiare geopolitica al King's College di Londra. È poi diventato avvocato associato con la sua clinica legale nel novembre 2021, dove ha partecipato in particolare alla redazione di un amicus curiae per perorare il caso del detenuto Abd al-Rahim al-Nashiri; il suo contributo ha portato a un cambio di posizione dell'amministrazione Biden , previa consultazione con il Dipartimento di giustizia, in merito all'uso di prove ottenute sotto tortura .
È anche il fondatore di Génération Maastricht, un think tank europeo focalizzato sulle questioni giovanili, che rappresenta presso organizzazioni internazionali come le Nazioni Unite. Successivamente è stato nominato membro della commissione. legge ambientale dell'Unione internazionale per la conservazione della natura per un periodo di quattro anni  . Il suo lavoro si è concretizzato in particolare nella difesa del diritto ad un ambiente sano presso il governo inglese: ha in particolare presentato diverse argomentazioni scritte ai parlamentari a favore di un nuovo protocollo alla Convenzione europea dei diritti dell'uomo , lavoro difeso anche alla COP27 ,.
È stato nominato Ambasciatore dell'Unione Europea per il Patto sul clima dalla Commissione europea nel maggio 2022. A 19 anni era il più giovane ad essere nominato in questa posizione.